# Pingshan, Benxi
Pingshan är ett stadsdistrikt och säte för stadsfullmäktige i Benxi i Liaoning-provinsen i nordöstra Kina.